# TV Quinari
TV Quinari foi uma emissora de televisão brasileira sediada em Rio Branco, capital do estado do Acre. Operava no 40 UHF e era afiliada à CNT. Foi comprada em 2013 pela Assembleia de Deus de Rio Branco e tornou-se uma mera repetidora da Boas Novas.

## História
A TV Quinari surge em 2002 como afiliada à RedeTV!, depois que a rede foi transmitida pelas TVs Gazeta (1999 a 2000) e TV 5 (2001 a 2002). Já na transmissão pela TV 5, com a decisão da TV União sair da Rede Bandeirantes e ser independente (e mais tarde virando rede) a TV 5 preferiu mudar de afiliação, o que levou a RedeTV! negociar com a TV Quinari, que no mesmo dia, trocam das redes: a TV 5 ficou com a Bandeirantes e a TV 40 ficou com a RedeTV!, sem nenhum problema.
Em 2005, segundo o jornal Página 20, apesar da baixa audiência, foi a segunda emissora de TV que lucrou, que segundo jornal, graças ser controlado por políticos da oposição. Alguns depois ficar com a RedeTV!, a emissora passa por crise e é obrigada a sair do ar.
Em 2010, depois de alguns anos fora do ar, a TV Quinari volta ao ar com outra rede, a Record News. Em 14 de agosto de 2011 deixa Record News e passa a retransmitir a CNT. Em 21 de dezembro de 2012 por motivos financeiros e a baixa audiência com a programação da CNT, deixa a rede e passa a retransmitir a programação religiosa da TV Século 21, mas com a chegada de 2013, a emissora passa pela TV Novo Tempo e depois volta com a CNT.
Em 24 de abril de 2013, membros da Assembléia de Deus compraram a emissora por R$ 1,5 milhão de reais.
Em 2013, a emissora passa a retransmitir o sinal da Boas Novas que também pertence a Igreja Assembléia de Deus. Com isso, foi necessária a mudança de toda a grade de programação local do canal, que passou a vir toda pronta de Belém por meio de satélite. No mesmo ano, a emissora saiu do ar.